# (101713) Marston
(101713) Marston est un astéroïde de la ceinture principale.

## Description
(101713) Marston est un astéroïde de la ceinture principale. Il fut découvert le 20 février 1999 à l'observatoire Goodricke-Pigott par Roy A. Tucker. Il présente une orbite caractérisée par un demi-grand axe de 3,12 UA, une excentricité de 0,21 et une inclinaison de 2,6° par rapport à l'écliptique.